# Италия Вива
Италия Вива или Живая Италия (итал. Italia Viva — IV) — итальянская центристская политическая партия, основанная в 2019 году.

## Учреждение партии
18 сентября 2019 года вышедший из Демократической партии её бывший лидер и бывший премьер-министр Италии Маттео Ренци объявил о создании новой партии «Италия Вива», в которую вслед за ним перешли 15 сенаторов и 26 депутатов (преимущественно из Демпартии), в том числе действующий министр сельского хозяйства во втором правительстве Конте Тереза Белланова и младший статс-секретарь Иван Скальфаротто, а также не являющаяся парламентарием министр без портфеля по равным возможностям Элена Бонетти.
19 сентября официально зарегистрирована фракция ИВ в Палате депутатов из 25 человек.
Действующие в верхней палате парламента правила запрещают создание в течение срока полномочий новых фракций партиями, не принимавшими участия в последних выборах, но Италии Вива удалось избежать формирования партийной группы в составе Смешанной фракции Сената. Председатель Итальянской социалистической партии Риккардо Ненчини, избранный в 2018 году от коалиции «Вместе» и ставший единственным представителем своей партии в Сенате, оказал внешнюю поддержку — не вступая формально в ряды сторонников Ренци, он согласился на образование фракции «Итальянская социалистическая партия — Италия Вива» общей численностью 15 человек. Временное руководство партией возложено на Терезу Белланова и Этторе Розато (одним из руководящих принципов ИВ считается гендерное равенство).
24 сентября 2019 года председателем фракции в Палате депутатов была избрана Мария Элена Боски, в Сенате — Давиде Фараоне.
19 октября 2019 года, на второй день десятой по счёту традиционной политической акции Маттео Ренци «Леопольда» в помещении бывшего флорентийского вокзала эрцгерцога Леопольда был представлен официальный логотип партии, а также началась кампания уплаты членских взносов, причём исключительно онлайн (по словам Ренци, «эпоха господ с партбилетами завершилась».

## Второе правительство Конте
17 сентября 2019 года обнародованы списки политиков, решивших войти в ряды ИВ, среди которых оказались министры второго правительства Конте Тереза Белланова и Элена Бонетти, а также младший статс-секретарь Иван Скальфаротто.
13 января 2021 года партия приняла решение о выходе из кабинета.

## Правительство Драги
13 февраля 2021 года приведено к присяге правительство Марио Драги, в котором ИВ представлена министром без портфеля Эленой Бонетти.

## Парламентские выборы 2022 года
25 сентября 2022 года состоялись досрочные парламентские выборы, на которые Италия Вива пошла в блоке с партией Карло Календы «Действие». На выборах в Палату депутатов его поддержали 7,8 % избирателей, на выборах в Сенат — 7,7 %.